# Villa Müller (Stendal)

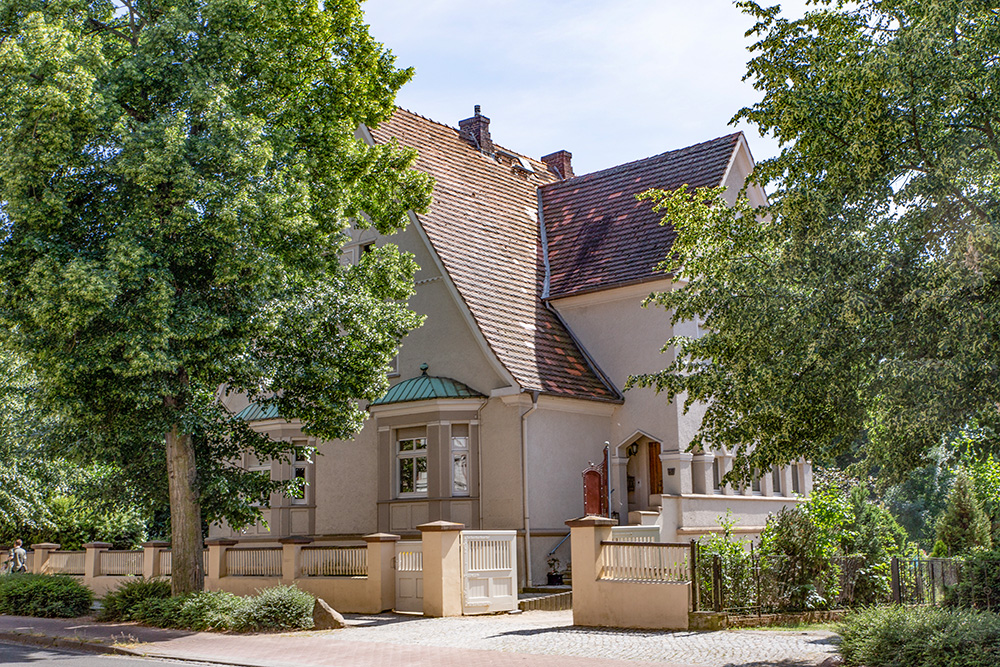
Stendal Moltkestraße 49

Die so genannte Villa Müller ist ein Wohnhaus in Stendal.

## Beschreibung
Das eingeschossige zum Fluss Uchte hin gelegene Gebäude ist ein Bauwerk der 1920er Jahre. Es liegt in der Stendaler Moltkestraße 49, Ecke Frommhagenstraße.

## Denkmal
Das Haus wird im Denkmalverzeichnis des Landes Sachsen-Anhalt als Baudenkmal gelistet und trägt dort die Nummer 094 76339. Es wird im Verzeichnis unter dem Sachbegriff Wohnhaus geführt.
Im Buch Altmärkische Städtebilder aus dem Jahr 1928 ist eine Erwähnung des Hauses mit Foto abgedruckt. Dort warb der damalige Inhaber, der Malermeister Wilhelm Müller, für seine Arbeiten.